# Papilio cynorta
Papilio cynorta là một loài bướm ngày thuộc họ Bướm phượng. Nó được tìm thấy ở Châu Phi, bao gồm Sierra Leone, Liberia, Bờ Biển Ngà, Ghana, Togo, miền nam Nigeria, Cameroon, Guinea Xích Đạo, Cộng hòa Dân chủ Congo, Angola, Cộng hòa Congo, Uganda, Kenya và Tanzania.
Con cái trưởng thành bắt chước Bematistes epaea, loài bướm chi Bematistes phổ biến.
Ấu trùng ăn các loài Clausena, Vepris, Calodendrum, Citrus, Fagara và Teclea.

## Phân loại
Papilio cynorta là thành viên danh nghĩa của nhóm loài cynorta. Các thành viên của nhánh là:
- Papilio arnoldiana Vane-Wright, 1995
- Papilio cynorta Fabricius, 1793
- Papilio plagiatus Aurivillius, 1898

## Hình ảnh

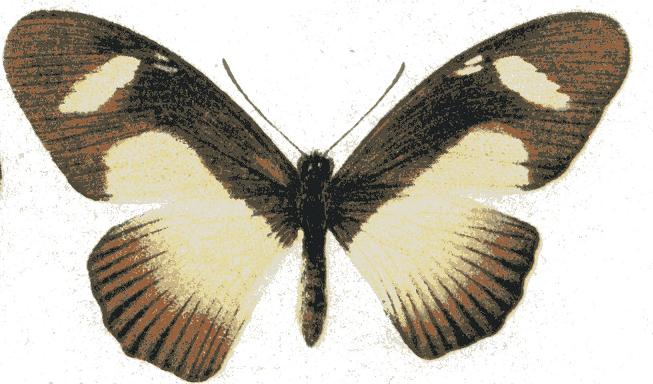
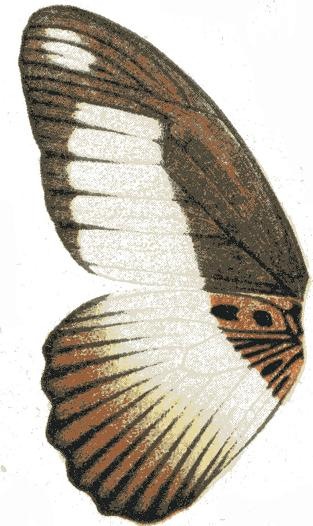